# De Onderzeebootloods

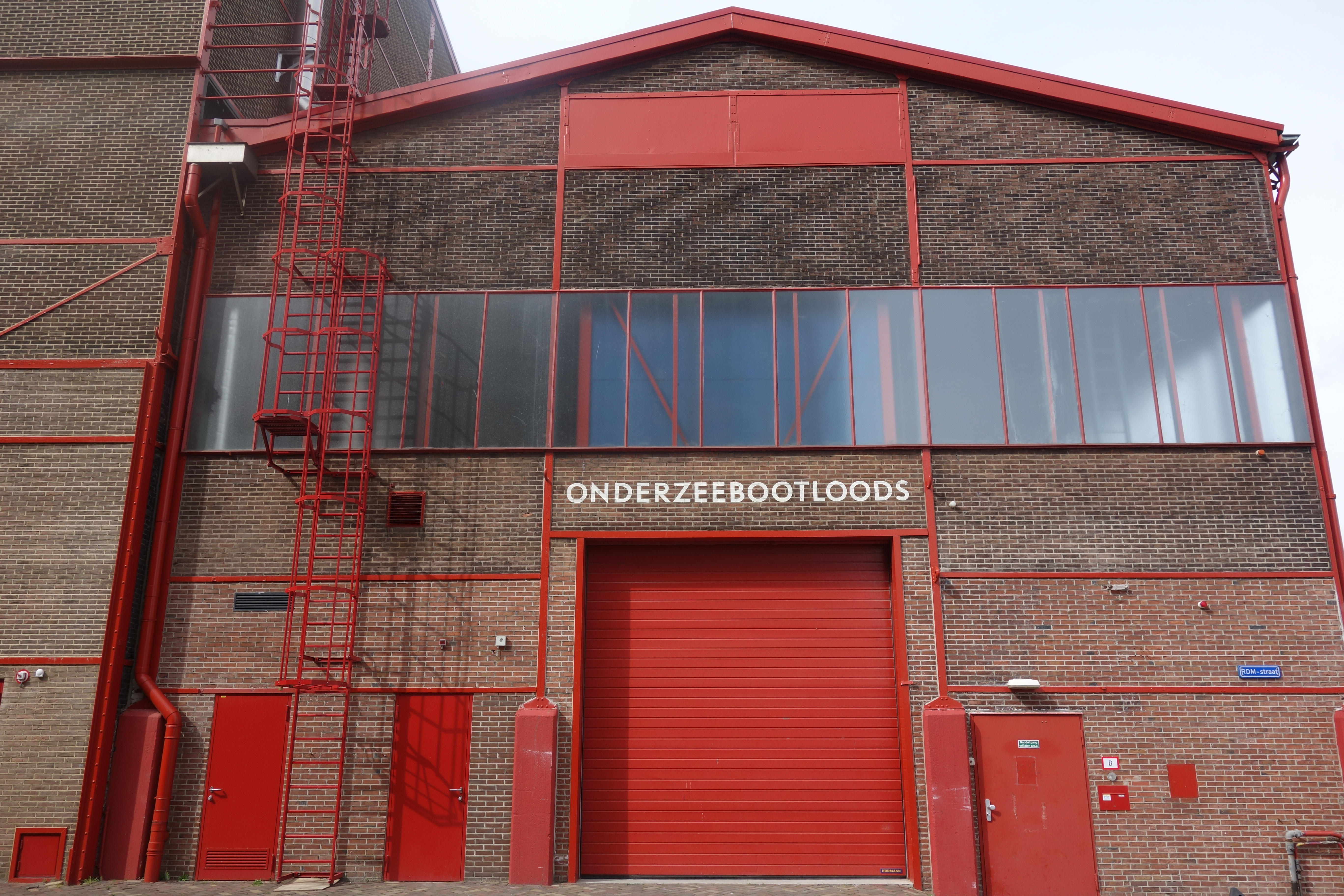
Onderzeebootloods

De Onderzeebootloods is een voormalige loods van de Rotterdamsche Droogdok Maatschappij (RDM) op Heijplaat. Op initiatief van het Havenbedrijf Rotterdam en Museum Boijmans van Beuningen is de loods in 2010 bestemd als expositieruimte voor grootschalige kunstprojecten.

## Tentoonstellingen
- 2010 - Infernopolis van Atelier Van Lieshout
- 2011 - Elmgreen & Dragset
- 2012 - Sarkis
- 2013 - XXXL Painting met Klaas Kloosterboer, Chris Martin en Jim Shaw